# Kusszahl
In der Geometrie ist die {\displaystyle n}-te Kusszahl (auch Kontaktzahl) die maximale Anzahl an {\displaystyle n}-dimensionalen Einheitskugeln (Kugeln mit Radius 1), die gleichzeitig eine weitere solche Einheitskugel im euklidischen Raum berühren können, ohne dass Überschneidungen auftreten. Von Gitterkusszahlen spricht man, wenn  die Mittelpunkte der Kugeln in einem Gitter angeordnet sind.  Als Kusszahlenproblem ist das Fehlen einer allgemeinen Formel zur Berechnung der Kusszahlen bekannt.

## Kusszahlen in verschiedenen Dimensionen

Die erste Kusszahl ist 2.

Die zweite Kusszahl ist 6.

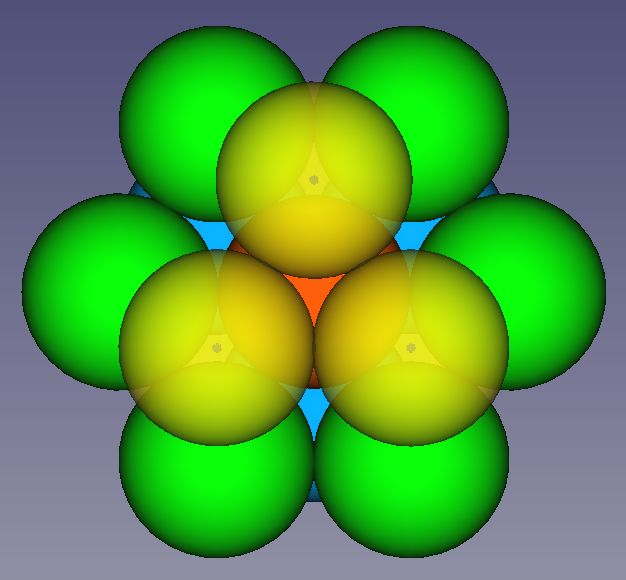
Die dritte Kusszahl ist 12.
Die mittige rote Kugel wird von 6 grünen Kugeln in gleicher Ebene, 3 gelben Kugeln darüber und 3 um 60° gegen die gelben verdrehten blauen Kugeln darunter berührt.

n = 1:  In einer Dimension ist die Einheitskugel keine Kugel, sondern  eine Strecke, deren Endpunkte den Abstand 1 vom Ursprung haben. Hier kann an beide Endpunkte jeweils eine weitere Strecke angefügt werden, sodass die Kusszahl für eine Dimension offensichtlich 2 ist.
n = 2:  In der zweiten Dimension ist die Einheitskugel keine Kugel, sondern ein Kreis mit Radius 1. Anschaulich entspricht damit das Problem der Ermittlung der Kusszahl in dieser Dimension der Aufgabe, möglichst viele Münzen so anzuordnen, dass sie alle eine gleich große zentrale Münze berühren. Es ist leicht zu sehen (und zu beweisen), dass die Kusszahl für die zweite Dimension 6 ist.
n = 3:  In der dritten Dimension ist die Ermittlung der Kusszahl nicht so einfach; vgl. die Graphik rechts. Es ist leicht, zwölf Kugeln so anzuordnen, dass sie die zentrale Kugel berühren (beispielsweise so, dass ihre Mittelpunkte die Ecken eines Kuboktaeders bilden). Man erkennt aber noch viel Leerraum zwischen den Kugeln und fragt sich, ob eine dreizehnte Kugel hinzugefügt werden kann. Dieses Problem war Thema eines berühmten Streites zwischen Isaac Newton und dem Mathematiker David Gregory, den diese 1692 über die  Keplerschen Vermutung führten. Newton behauptete, das Maximum sei zwölf, Gregory meinte, es sei dreizehn. Im 19. Jahrhundert erschienen die ersten Veröffentlichungen, die behaupteten, den Beweis für Newtons Behauptung zu enthalten. Nach heutigen Standards wurden formelle Beweise jedoch erst 1953 von Kurt Schütte und Bartel Leendert van der Waerden und 1956 von John Leech erbracht.
n = 4:  Erst Anfang des 21. Jahrhunderts wurde bewiesen, dass die Kusszahl für die vierte Dimension 24 ist.
n > 4:  Ferner sind die Kusszahlen für die Dimensionen  n = 8  (240) und  n = 24  (196.560) bekannt; im 24-dimensionalen Raum werden die Kugeln auf den Punkten des Leech-Gitters platziert, sodass kein Platz übrig ist.
Die exakten Kusszahlen für die Dimensionen 8 und 24 wurden 1979 unabhängig voneinander von Andrew M. Odlyzko und Neil J. A. Sloane bzw. Vladimir Levenshtein ermittelt.

Das exponentielle Wachstum der Kusszahlen; Dimensionen 1 bis 24. Die graue Fläche ist durch die oberen und unteren Grenzen (s. Tabelle) begrenzt.

Die folgende Tabelle gibt die bekannten Grenzen für die Kusszahl bis zur Dimension 24 wieder.
| Dimen- sion | Kusszahl      | Kusszahl     |               | Dimen- sion | Kusszahl     | Kusszahl |
| Dimen- sion | untere Grenze | obere Grenze | untere Grenze | Dimen- sion | obere Grenze |          |
| 1           | 2             | 2            | 13            | 1154        | 2069         |          |
| 2           | 6             | 6            | 14            | 1606        | 3183         |          |
| 3           | 12            | 12           | 15            | 2564        | 4866         |          |
| 4           | 24            | 24           | 16            | 4320        | 7355         |          |
| 5           | 40            | 44           | 17            | 5346        | 11.072       |          |
| 6           | 72            | 78           | 18            | 7398        | 16.572       |          |
| 7           | 126           | 134          | 19            | 10.688      | 24.812       |          |
| 8           | 240           | 240          | 20            | 17.400      | 36.764       |          |
| 9           | 306           | 364          | 21            | 27.720      | 54.584       |          |
| 10          | 500           | 554          | 22            | 49.896      | 82.340       |          |
| 11          | 582           | 870          | 23            | 93.150      | 124.416      |          |
| 12          | 840           | 1.357        | 24            | 196.560     | 196.560      |          |

Schätzungen zeigen, dass das Wachstum der Kusszahlen exponentiell ist; vgl. Graphik neben der Tabelle. Die Basis des exponentiellen Wachstums ist unbekannt.
Über die Kusszahlen in noch höheren Dimensionen ist eher wenig bekannt; untere Schranken sind etwa für die Dimensionen  n = 32  (276.032),  n = 36  (438.872),  n = 40  (991.792),  n = 44  (2.948.552),  n = 64  (331.737.984) und  n = 80  (1.368.532.064) bekannt.

## Gitterkusszahlen in verschiedenen Dimensionen
Die exakten Gitterkusszahlen sind für die Dimensionen 1 bis 9 und 24 bekannt.

Die folgende Tabelle gibt die Gitterkusszahlen bzw. die bekannten unteren Grenzen bis zur Dimension 24 wieder:
| Dimen- sion | Gitter- kusszahl |      | Dimen- sion | Gitter- kusszahl |
| 1           | 2                | 13   | ≥ 918       |                  |
| 2           | 6                | 14   | ≥ 1422      |                  |
| 3           | 12               | 15   | ≥ 2340      |                  |
| 4           | 24               | 16   | ≥ 4320      |                  |
| 5           | 40               | 17   | ≥ 5346      |                  |
| 6           | 72               | 18   | ≥ 7398      |                  |
| 7           | 126              | 19   | ≥ 10.668    |                  |
| 8           | 240              | 20   | ≥ 17.400    |                  |
| 9           | 272              | 21   | ≥ 27.720    |                  |
| 10          | ≥ 336            | 22   | ≥ 49.896    |                  |
| 11          | ≥ 438            | 23   | ≥ 93.150    |                  |
| a 12        | ≥ 756            | b 24 | 196.560     |                  |

Die Gitterpackungen für die Dimensionen 12 und 24 haben eigene Namen:
- a Coxeter-Todd-Gitter[15] (nach Harold Scott MacDonald Coxeter und John Arthur Todd)
- b Leech-Gitter[16] (nach John Leech)

## Berechnung
Werden die Kugelradien auf {\displaystyle 1/2} normiert und der Ursprung des Koordinatensystems in den Mittelpunkt der zentralen Kugel gelegt, dann muss bei {\displaystyle N} küssenden Kugeln das folgende System von Ungleichungen erfüllt sein:
{\displaystyle \exists } {\displaystyle x{\Big (}}{\displaystyle \forall } {\displaystyle n:||x_{n}||=1\land \forall n\neq m:||x_{n}-x_{m}||\geq 1{\Big )}}
Dabei laufen {\displaystyle m} und {\displaystyle n} von {\displaystyle 1} bis {\displaystyle N} und {\displaystyle x=(x_{n})_{n\in \{1\dots {N}\}}} ist die Sequenz der Vektoren zu den {\displaystyle N} Kugelmittelpunkten, {\displaystyle ||a||} ist die Norm (Länge) des Vektors {\displaystyle a}. Aus Symmetriegründen reicht es, wenn der zweite Allquantor sich über alle {\displaystyle m}, {\displaystyle n} mit {\displaystyle m<n} erstreckt.

In einem {\displaystyle D}-dimensionalen reellen Vektorraum {\displaystyle \mathbb {R} ^{D}} wird daraus nach Übergang zu den Normquadraten in Matrixschreibweise
{\displaystyle \exists x{\Big (}\forall n:{x_{n}}^{T}x_{n}=1\land \forall m<n:(x_{n}-x_{m})^{T}(x_{n}-x_{m})\geq 1{\Big )}} .
Dabei sind die Vektoren {\displaystyle x} als Spaltenvektoren aufgefasst, und {\displaystyle x^{T}} ist der entsprechende Zeilenvektor (Transponierte Matrix), {\displaystyle a^{T}\!b} das Skalarprodukt. Dieses System von Ungleichungen geht nach Umformung und Einführung von Hilfsvariablen {\displaystyle y_{mn}} über in das Gleichungssystem
{\displaystyle \exists x,y:\sum _{n=1}^{N}({x_{n}}^{T}x_{n}-1)^{2}+\sum _{\begin{smallmatrix}(m,n)\in {N}\times {N}\\m<n\end{smallmatrix}}{\big (}(x_{n}-x_{m})^{T}(x_{n}-x_{m})-1-{y_{mn}}^{2}{\big )}^{2}=0}.
Das obige Gleichungssystem hat insgesamt {\displaystyle D\!\cdot \!{N}} Gleichungen für die {\displaystyle N} Vektoren {\displaystyle x}, dazu kommen die Hälfte von {\displaystyle N\!\cdot \!(N\!-\!1)} für die Matrix {\displaystyle y}; insgesamt also {\displaystyle D\!\cdot \!{N}+N\!\cdot \!(N\!-\!1)/2} Gleichungen. Wegen der relativen Größe der zu testenden Zahl {\displaystyle N} der küssenden Kugeln stößt man schnell an die praktischen Grenzen der Berechenbarkeit.
Abschätzungen

Die allgemeine Form der unteren Grenze für {\displaystyle n}-dimensionale Gitterkennzahlen ist gegeben durch
{\displaystyle \eta \geq {\frac {\zeta (n)}{2^{n-1}}}} ,
wobei {\displaystyle \zeta } die Riemannsche Zeta-Funktion ist. Diese Grenze wird durch den Satz von Minkowski-Hlawka (nach Hermann Minkowski und Edmund Hlawka) spezifiziert.